# 桂春菜のだから土曜日
桂春菜のだから土曜日（かつらはるなのだからどようび）は、土曜日の16時から17時55分までラジオ大阪にて放送されていた2時間番組。パーソナリティーは松竹芸能所属の落語家、桂春菜（現・3代目桂春蝶）。以前父の2代目春蝶が13年前に同じ局で土曜日の早朝にやっていた番組「春蝶のだから土曜日」の世襲番組。

## 出演者
- 桂春菜（落語家）
- 和田麻実子（ラジオ大阪アナウンサー、アシスタント）

## コーナー
- 土曜日だから一緒に考えてみましょう
- 春菜のだから今夜はこのシネマ
  - 春菜の好きな映画を一本紹介
- ワダマミだから教えて!
  - ワダマミがいろいろな事に挑戦（料理やお笑いのいろはを教わる。）
- だから倶楽部

## 主な出来事
- 2006年10月21日の放送はスペシャルウィークロングバージョンで2時間30分。メインパーソナリティーであるにもかかわらず春菜が外に日本海から海の幸をリスナー届ける為に外ロケの為スタジオには松竹芸能所所属の芸人がゲストとして登場。
- 10月28日1時間短縮
- 2007年4月7日の放送は上方漫才大賞放送で休み

## 過去のゲスト
- 10月21日 横山たかし・ひろし（漫才師）、シンデレラエキスプレス（漫才師）、のろし（漫才師）、チキチキジョニー（漫才師）
- 10月28日 春菜の母
- 11月4日 3代目桂春団治（落語家）、（電話出演:林家きくお（落語家））
- 11月11日 月亭八光（落語家）、旭堂南青（講談師）、（電話出演:月亭八光（落語家）、桂都んぼ（現桂米紫）（落語家））
- 11月19日 酒井くにお・とおる（漫才師）、（ワダマミのB1角座での取材録音）（電話出演:古謝美佐子三線の師匠）
- 11月26日 中場利一（作家）
- 2月17日 笑福亭瓶成（落語家）
- 2月24日 笑福亭銀瓶（落語家）、春菜の嫁
- 3月17日 林家きくお（落語家、2回目スタジオは初）、チキチキジョニー（漫才師、2回目）
- 3月24日 チョップリン（コント）、松本毬（演歌歌手）
- 4月14日 三木基子（医師、健クリニック院長）、村上三奈（女性お笑いタレント）
- 4月21日 木村秀信（声優）、上坂徹（夕刊フジ局次長兼編集部長）、田中健（俳優）
- 4月28日 平山秀幸（映画監督）他
- 5月5日　しんたくいぬい（お笑い芸人）

- 6月1日　笑福亭瓶生（落語家）
- 6月17日　4代目桂春団治（落語家）
- 6月23日　桂小春団治（落語家）
- 6月30日　塩屋俊（映画監督）
- 7月28日　菊地まどか（浪曲師）

## 番組の変遷
- 2006年（平成18年）10月7日15時から17時
- 2007年（平成19年）4月7日16時から17時55分
- 2009年（平成21年）3月28日番組終了

## だから寄席
- 毎月1回OBCの5階会議室にて開催される番組前面バックアップによる春菜の独演会

## 特番
- 2007年1月1日 「だから正月　春蝶・春菜のラジオで親子会」
  - 父春蝶の懐かしい落語について熱く語っている音源と春蝶作の十八番「昭和任侠伝」と得意演目だった「ぜんざい公社」（共に今の春菜の年齢32歳当時のラジオ「OBC落語百選」音源）と現在春菜「昭和任侠伝」と春菜の父への思い、落語への思い、10年後の自分へのメッセージ